# Himyariter

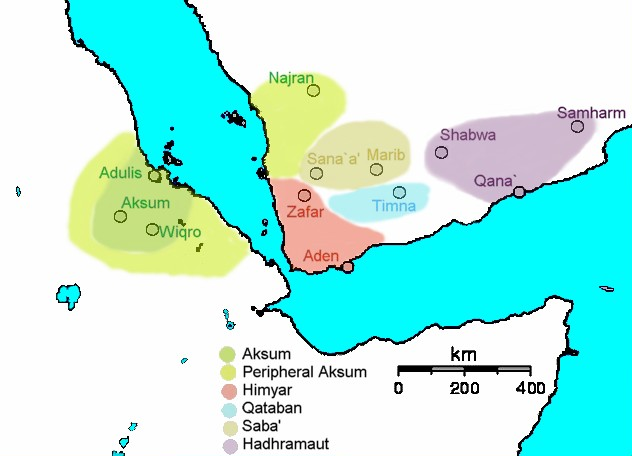
Sydarabien omkring 230

Himyariter, även himyarer, av grekerna kallade homeriter, var en forntida sydarabisk folkstam som anses vara en äldre gren av sabéerna.
Den himyaritiska kungaätten under Shammar Yuhar'ish III erövrade sydvästra delen av Arabiska halvön, nuvarande Jemen, cirka 275 och grundade det himyaritiska imperiet. Från och med cirka 450 behärskade Himyar i praktiken hela Arabiska halvön upp till Eufrats strand och romerska limes i södra Syrien. Detta imperium varade fram till 525 då det erövrades av de kristna kungarna i Aksum från den afrikanska sidan av Röda Havet. Det återuppstod dock under deras general Abraha och den gamla dynastin återkom 570 då Sydarabien av sassaniderna gjordes till en iransk provins och förblev så åtminstone formellt fram tills man anslöt sig till islam år 630. Det himyaritiska riket var grundat på en avancerad jordbruksteknik, med stora städer, praktfull monumentalarkitektur, avancerad krigskonst, en utvecklad, självständig skriftkultur, alltsammans jämförbart med de stora imperierna i norr, det romerska och det iranska.